# Wu Xianghu
Wu Xianghu (chinesisch 吴湘湖, Pinyin Wú Xiānghú, * 1964; † 2. Februar 2006 in Taizhou) war ein chinesischer Journalist und Verleger der Taizhou Evening News (Taizhou Wanbao).
Am 19. Oktober 2005 veröffentlichte Wu einen kritischen Artikel über die lokale Verkehrspolizei und ihr Verfahren mit Verkehrsgebühren, woraufhin tausende Polizeibeamte vor dem Sitz der Zeitung protestierten. Polizeioffizier Li Xiaoguo kam für seine Rolle in diesem Korruptionsfall in die chinesischen Medien. Kurz darauf wurde Wu von Verkehrspolizisten zusammengeschlagen. Er starb im Februar 2006 41-jährig an den Folgen seiner Verletzungen.
Für den Vorfall in Taizhou wurde niemand zur Rechenschaft gezogen, über Wus Tod berichteten die chinesischen Medien nicht.
1. ↑   Detaillierte Informationen über den Vorfall bei cpj.org (Datum der Einsichtnahme 12. April 2017)
2. ↑   Artikel in der New York Times vom 8. Februar 2006 (Datum der Einsichtnahme 12. April 2017)

| Personendaten    | Personendaten                          |
| ---------------- | -------------------------------------- |
| NAME             | Wu Xianghu                             |
| KURZBESCHREIBUNG | chinesischer Journalist und Verleger   |
| GEBURTSDATUM     | 1964                                   |
| STERBEDATUM      | 2. Februar 2006                        |
| STERBEORT        | Taizhou, Zhejiang, Volksrepublik China |